# Oberweg
Oberweg là một đô thị thuộc huyện Judenburg trong bang Steiermark, nước Áo. Đô thị Oberweg có diện tích 34,25 km², dân số cuối năm 2005 là 760 người.